# أدولف سلابي
أدولف سلابي (بالألمانية: Adolf Slaby) (و. 1849 – 1913 م) هو فيزيائي، وأستاذ جامعي من ألمانيا . ولد في برلين . تولى منصب عضو مجلس النواب البروسي اللوردات .

## التعليم
تعلم في معهد برلين للتكنولوجيا

## مناصب وهيئات
أدار معهد برلين للتكنولوجيا.

## روابط خارجية
- أدولف سلابي على موقع الموسوعة البريطانية (الإنجليزية)